# Juri Alexejewitsch Dmitrijew

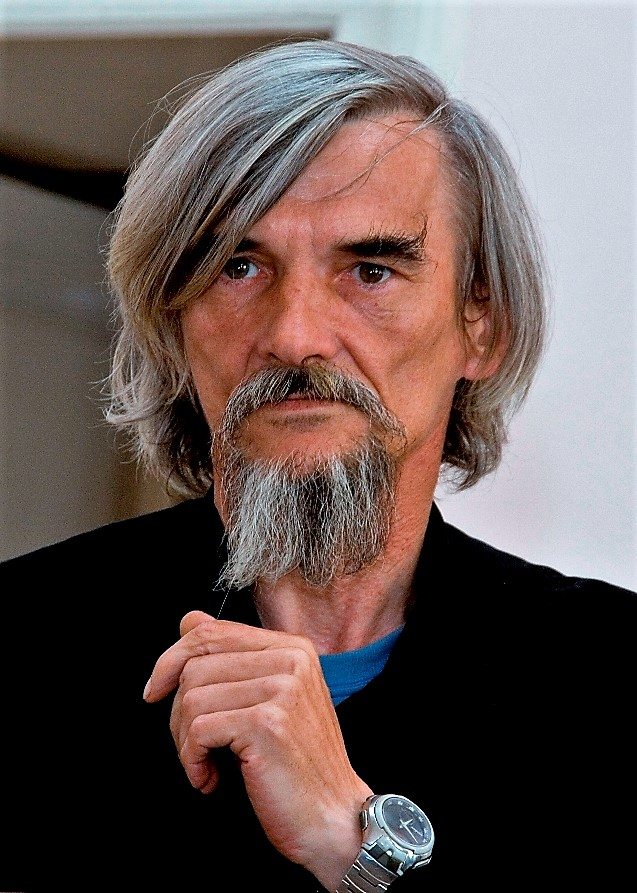
Juri Dmitrijew (2007)

Juri Alexejewitsch Dmitrijew (auch Jurij Dmitrijew transkribiert; russisch Юрий Алексеевич Дмитриев; * 28. Januar 1956 in Petrosawodsk) ist ein russischer Menschenrechtler und Historiker, der zu den Verbrechen des Stalinismus forschte. 

## Leben

### Werdegang
Er wurde im Alter von einem Jahr aus einem Waisenhaus adoptiert, in der Familie eines sowjetischen Offiziers erzogen und verbrachte große Teile seiner Kindheit in Dresden. Er studierte an der Medizinischen Fakultät des Nordwestlichen Gesundheitsamts in Leningrad, ohne das Studium zu beenden. Zwischen 1988 und 1991 arbeitete Dmitrijew als Berater des Volksdeputierten der UdSSR, Michail Zenko. Damals begegnete er erstmals den Massengräbern der in den 1930er Jahren erschossenen Personen.

### Forschungen
Zunächst war Dmitrijew Juniorpartner von Iwan Tschuchin (1948–1997), einem ehemaligen Chefinspektor des karelischen Innenministeriums, der 1989 zum ersten Vorsitzenden der neugegründeten Menschenrechtsorganisation Memorial in Karelien ernannt worden war und von 1993 bis 1995 Abgeordneter in der Obersten Sowjet- und Staatsduma der Russischen Föderation war. Nachdem sich Tschuchin Zugang zu den Archiven der karelischen Staatssicherheit hatte verschaffen können, erforschte er zusammen mit Dmitrijew die Akten der karelischen troïka und dvoïka. Diese Spezialgerichte existierten zur Zeit des Großen Terrors in der gesamten Sowjetunion. Ihre Aufgabe war es, die inhaftierten Verfolgungsopfer zu verurteilen. In mühevoller Kleinarbeit konnten Tschuchin und Dmitrijew nach und nach die Urteile der troïka und dvoïka aufdecken. Als Tschuchin im Mai 1997 bei einem Autounfall in Wien ums Leben kam, führte Dmitrijew die Arbeit alleine fort und übernahm damit die riesige Aufgabe, alle Opfer der Verfolgungen in Karelien namentlich zu benennen, darunter diejenigen, die erschossen oder zu Straflager verurteilt wurden oder bei Verhören starben. Bisher (2021) wurden 14 Erinnerungsbände mit rund 20 000 Namen veröffentlicht.
Am 1. Juli 1997 entdeckte Dmitrijew in Sandarmoch in der Nähe von Powenez, einige hundert Kilometer nordöstlich von Sankt Petersburg, ein Massengrab mit 9500 Leichen. Im Sommer 1998 untersuchte er in Krasny Bor (Schöner Hain), einem Waldgebiet 19 km westlich von Petrosawodsk, ein weiteres Massengrab mit 1000 Leichen, das im Jahr zuvor von I.D. und S.I. Tschugunkow entdeckt worden war. Beide Gräber stammen aus der Zeit des Großen Terrors. Darüber hinaus untersuchte er die Geschichte des Solowezker Lagers zur besonderen Verwendung (SLON) und des Lagerkomplexes Belbaltlag zum Bau des Weißmeer-Ostsee-Kanals. Dank seiner Suche in Archiven sind heute die Namen aller 6241 in Sandarmoch hingerichteten Personen bekannt und mit ihrem Geburtsjahr, ihren Berufen, dem Verhaftungsdatum, dem Tag des Urteils und der Hinrichtung dokumentiert. Nach Aussage von Irina Flige von Memorial gibt es „in ganz Russland keinen anderen, auf diesem Niveau dokumentierten Ort der Opfer staatlichen Terrors“.

### Verfolgung und Haft
Nachdem Ermittler im Jahr 2016 Nacktfotos der Adoptivtochter, die Gutachter nicht als kinderpornografisch einstuften, von Dmitrijews Computer sichergestellt hatten, war er von Dezember 2016 bis Januar 2018 inhaftiert. Die Bilder hatte er nach eigener Darstellung gemacht, um die Entwicklung des unterernährten Kindes zu dokumentieren. Im April 2018 wurde er am Stadtgericht von Petrosawodsk von einer mutmaßlich politisch motivierten Anklage wegen der Herstellung von kinderpornographischem Material freigesprochen.
Dmitrijew wurde nach dem Freispruch im Juni 2018 wieder festgenommen, das Urteil des Stadtgerichts von Petrosawodsk wieder zurückgenommen. Ihm wurden gewaltsame sexuelle Handlungen an seiner minderjährigen Adoptivtochter vorgeworfen. Dmitrijew bestritt alle Vorwürfe von Anfang an, seine Forschungen der letzten Jahrzehnte über Repressionen und Massenhinrichtungen unter Stalin sollten diskreditiert werden. Laut Human Rights Watch ist Dmitrijews Anklage im Kontext mit den angeblichen Anstrengungen der russischen Behörden zu sehen, die Verbrechen Stalins kleinzureden. Am 22. Juli 2020 wurde Dmitrijew zu dreieinhalb Jahren Lagerhaft verurteilt. Mit Anrechnung der Untersuchungshaft wäre diese Strafe bis November 2020 verbüßt gewesen.
Ende September 2020 verurteilte das Oberste Gericht von Karelien ihn im Berufungsprozess wegen „gewaltsamer Handlungen sexuellen Charakters gegen eine Person unter vierzehn Jahren“ zu 13 Jahren Haft in einer Strafkolonie. Dmitrijew war wegen der COVID-19-Pandemie in Russland nicht im Gerichtssaal, sondern aus dem Untersuchungsgefängnis zugeschaltet und bekam vom Geschehen wegen schlechter Übertragung nur die Hälfte mit. Der Rechtsanwalt, der Dmitrijew seit fast vier Jahren verteidigt, konnte wegen einer Corona-Quarantäne nicht am Revisionsverfahren teilnehmen. Der angeordnete Ersatzverteidiger, den Dmitrijew ablehnte, hatte nur drei Tage, um 19 Aktenordner zu dem Fall zu sichten. Ende Dezember 2021 wurde die Strafe von 13 auf 15 Jahre erhöht.